# Cundrovec
Cundrovec je naselje u Općini Brežice u istočnoj Sloveniji. Cundrovec se nalazi u pokrajini Štajerskoj i statističkoj regiji Donjoposavskoj. 

## Stanovništvo
Prema popisu stanovništva iz 2002. godine Cundrovec je imao 124 stanovnika.

### Etnički sastav
1991. godina:
- Slovenci: 118 (94,4%)
- Jugoslaveni: 2 (1,6%)
- Mađari
- nepoznato: 4 (3,2%)

## Vanjske poveznice
- Satelitska snimka naselja  Arhivirana inačica izvorne stranice od 29. srpnja 2017. (Wayback Machine)